# Date (district)
Date (伊達郡, Date-gun) is een district van de prefectuur Fukushima in Japan.
Op 1 april 2009 had het district een geschatte bevolking van 39.282 inwoners en een bevolkingsdichtheid van 188 inwoners per km². De totale oppervlakte bedraagt 208,53 km².

## Dorpen en gemeenten
- Kawamata
- Kori
- Kunimi

## Geschiedenis
- Op 1 juli 2008 werd de gemeente  Iino aangehecht bij de stad Fukushima. Er was voorzien dat de gemeente Kawamata eveneens zou fuseren op deze datum. Op 15 september 2006 stemde de gemeenteraad van Kawamata echter tegen dit plan waardoor de geplande fusie niet doorging.

Steden:
Aizuwakamatsu · Date · Fukushima (hoofdstad) · Iwaki · Kitakata · Koriyama · Minamisoma · Motomiya · Nihonmatsu · Shirakawa · Soma · Sukagawa · Tamura

Districten:
Adachi · Date · Futaba · Higashishirakawa · Ishikawa · Iwase · Kawanuma · Minamiaizu · Nishishirakawa · Onuma · Soma · Tamura · Yama
Gemeenten per district